# Acide picolinique
L'acide picolinique ou acide picolique ou acide pyridine-2-carboxylique est un composé aromatique, constitué d'un noyau de pyridine substitué par un groupe carboxyle en position 2. C'est l'isomère de l'acide nicotinique (ou niacine), plus connu sous le nom de vitamine B3 et de l'acide isonicotinique pour lesquels le groupe carboxyle est respectivement en position 3 et 4. C'est un catabolite du tryptophane, un acide aminé.

## Propriétés

### Propriétés chélatrices
L'acide picolinique agit comme agent chélateur sur des éléments tel que le chrome, le zinc, le manganèse, le cuivre, le fer ou encore le molybdène dans le corps humain. Il est impliqué dans la production de phénylalanine, de tryptophane et d'alcaloïdes production et est utilisé pour la détection quantitative de calcium. 
On pense que l'acide picolinique forme un complexe avec le zinc, ce qui pourrait faciliter son passage à travers la barrière gastro-intestinale et dans le système sanguin. Une étude sur les rats a trouvé que l'addition d'acide picolinique dans l'alimentation augmentait le renouvellement et l'excrétion du zinc; d'autres résultats suggèrent que l'acide picolinique  est un chélateur qui réagit avec d'autres métaux que le zinc.
Le complexe picolinate de chrome(III) est lipophile et accélère la production de masse musculaire aux dépens des masses graisseuses. Ce composé est vendu comme complément alimentaire dans ce but, et ce même si une consommation fréquente présente des risques pour la santé. En effet, les composés du chrome sont relativement stables, et il a été prouvé que ceux-ci pouvaient pénétrer à l'intérieur des cellules et endommager l'ADN. Des tests sur la mouche du vinaigre ont montré que le picolinate de chrome pouvait entrainer des troubles génétiques.
L'acide picolinique est utilisé comme intermédiaire dans la production de composés pharmaceutiques et phytosanitaires, en particulier d'anesthésiques locaux, de sels de métaux utilisé comme compléments alimentaires ou encore d'herbicides tels que l'aminopyralide, le clopyralide et le picloram.

## Propriétés inflammatoires
L'acide picolinique induit la production de protéines inflammatoires des macrophages (MIP), un effet auquel s'oppose l'action de l'interféron-gamma (IFN-γ).